# Clyde Fuhriman Smith
Clyde Fuhriman Smith (1913-2000) – amerykański entomolog i akarolog szczególnie specjalizujący się w pszczołowatych.

## Życie
C. F. Smith urodził się 10 sierpnia 1913 we Franklin County w Idaho, gdzie odbył wczesną edukację. Entomologie studiował najpierw w Utah State Agricultural College (obecny Utah State University), gdzie uzyskał stopnie licencjata (BSc) w 1935 oraz magistra (MSc) w 1938. Naukę kontynuował na Ohio State University, gdzie w 1939 otrzymał stopień doktora (Ph.D.). We wrześniu 1939 otrzymał w Raleigh posadę adiunkta entomologii w North Carolina Agricultural Experiment Station oraz N.C. State College (obecnie North Carolina State University), gdzie awansując pracował kolejno jako: profesor nadzwyczajny (1943-1950), profesor i kierownik wydziału (1951-1963), profesor zwyczajny (1964-1979) oraz professor emeritus (1980-2000).
Zmarł 13 lutego 2000 roku, po okresie chorowania wywołanym wylewem w lutym 1999.

## Wkład

### Publikacje
Smith badał głównie owady i roztocza Karoliny Północnej, ale najbardziej znany jest z prac na temat taksonomii pszczołowatych.  Do najbardziej znanych jego publikacji należą:
- C. F. Smith, L. F. Martorell, M. E. Pérez-Escolar: Aphididae of Puerto Rico. 1963. Brak numerów stron w książce
- C. F. Smith: Bibliography of the Aphididae of the World. 1972. Brak numerów stron w książce
- C. F. Smith: Keys to and Descriptions of the Genera of Pemphigini in North America. 1974. Brak numerów stron w książce
- C. F. Smith, S. Parron: KAn Annotated List of Aphididae of North America. 1978. Brak numerów stron w książce
- C. F. Smith, M. M. Cermeli: An Annotated List of Aphididae of the Caribbean Islands and South America. 1979. Brak numerów stron w książce
- C. F. Smith, R. W. Eckel, E. Lampert: A Key to Many of the Common Alate Aphids of North Carolina. 1963. Brak numerów stron w książce

Rozprawa doktorska Smitha dotycząca grupy drobnych os pasożytujących na pszczołach była podstawą do napisania "Aphidiinae of North America" w 1944 roku.

### Kolekcje
Duży zbiór badawczy mszycowatych Smitha zdeponowany jest w North Carolina State University Insect Museum. Bogaty jest w materiał z Karoliny Północnej oraz Utah, lecz zawiera okazy z całego świata. Znajduje się tu także jego kolekcja pasożytujących na pszczołach błonkówek z podrodziny Aphidiinae (rodzina Braconidae) oraz zbór jego notatek. Z kolei w NCSU Libraries's Special Collections Department (pl. Wydział Specjalnych Zbiorów Bibliotecznych Uniwersytetu Stanowego Karoliny Północnej) znajduje się zbiór licznych artykułów i publikacji C. F. Smitha.

### Organizacje
F. C. Smith założył lub pomógł założyć liczne instytucje i stowarzyszenia w tym: Southeastern Peach Workers Conference (zainicjowane w 1948), North Carolina Agricultural Chemicals School (1949), North Carolina Pest Control Technicians School (1950), North Carolina Entomological Society (1956, był jego pierwszym prezesem) oraz Heliothis Conference. W 1972 otrzymał nagrodę North Carolina Entomological Society's Entomologist of the Year. Ponadto był członkiem wielu towarzystw naukowych: Entomological Society of America, Washington Entomological Society, Society of Systematic Zoology, Georgia Entomological Society, Gamma Sigma Delta, Sigma Xi oraz Phi Kappa Phi.